# Sebastian Schmidt (Ruderer)
Sebastian Mathias Schmidt (* 6. Januar 1985 in Wiesbaden-Dotzheim) ist ein ehemaliger deutscher Riemenruderer. Er war 2009 und 2010 Mitglied des Deutschland-Achters, welcher die Weltmeisterschaften gewann.

## Sportliche Laufbahn
Sebastian Schmidt fing mit Schulrudern in Wiesbaden an, startet aber seit langem für den Mainzer Ruder-Verein von 1878. 2003 wurde er im Vierer Deutscher Jugendmeister und belegte den zweiten Platz im Achter in Renngemeinschaft. Ein Jahr später wurde er zweifacher Deutscher Meister im Bereich U23, da er sowohl im Zweier ohne Steuermann als auch im Achter mit einigen Sekunden Vorsprung das Ziel erreichte. Er saß deshalb im Achter beim Nations Cup in Posen, wo er ebenfalls gewann. 2005 wurde er wieder Deutscher Meister U23 im Achter, erlangte jedoch nur einen vierten Platz beim Nations Cup. 2006 reichte es im Achter lediglich für eine Silbermedaille bei den Deutschen Meisterschaften U23, zusammen mit Kristof Wilke im Zweier ohne gewann er dafür sowohl den Deutschen Titel seiner Altersklasse, als auch bei den U23-Weltmeisterschaften in Hazewinkel (Belgien). Schmidt blieb auch 2007 im Zweier und versuchte sich erfolgreich im Vierer: Nach einem deutschen Titel in beiden Bootsgattungen gewann der Vierer Gold bei den U23-Weltmeisterschaften in Strathclyde und Silber bei den Europameisterschaften in Poznań. Im gleichen Jahr stieg er jedoch wieder in den Achter, der den E.ON Hanse Cup gewann. Das olympische Jahr 2008 begann allerdings nicht erfolgreich: Vierter Platz beim Ruder-Weltcup in München, fünfter beim Ruder-Weltcup in Luzern und immerhin ein zweiter Platz beim Ruder-Weltcup in Posen. Weit abgeschlagen aber während der Olympischen Spiele, der spät zusammengesetzte Deutschland-Achter belegte sowohl im Vorlauf als auch im B-Finale den letzten Platz. Schmidt musste für den Trainingsaufwand ein Urlaubssemester nehmen. Er studierte Humanmedizin an der Ruhr-Universität Bochum, da der Stützpunkt des Deutschland-Achters in Dortmund ist.
Nach umfassenden Änderungsmaßnahmen war der Achter jedoch fünf Jahre ungeschlagen: Sieg beim e.on-Hanse-Cup 2008 und 2009, beim Ruder-Weltcup in Luzern 2009 und 2010 und München 2010 sowie bei der berühmten Henley Royal Regatta. Weltmeister im Achter 2009 und 2010, ebenso der Europameistertitel 2010. Schmidt war lange Schlagmann dieses Erfolgboots. Ab 2011 saß er jedoch wieder im  Vierer und belegte, vom Sieg beim Ruder-Weltcup in Hamburg abgesehen, keine Medaillenplätze. Das olympische Jahr 2012 bescherte ihm, weiterhin im Vierer, sogar einen neunten Platz. Nach fehlenden Platzierungen bei innerdeutschen Regatten zur Qualifizierung startete Schmidt bei den Olympischen Spielen in London im Vierer und belegte den sechsten Platz.
Schmidt beendete seine aktive Laufbahn im Februar 2014.

## Internationale Erfolge
- 2004: 1. Platz im Achter (U23-Weltmeisterschaften)
- 2005: 4. Platz im Achter (U23-Weltmeisterschaften)
- 2006: 1. Platz im Zweier ohne (U23-Weltmeisterschaften)
- 2007: 1. Platz im Vierer ohne (U23-Weltmeisterschaften)
- 2007: 2. Platz im Vierer ohne (Europameisterschaften)
- 2009: 1. Platz im Achter (Weltmeisterschaften)
- 2010: 1. Platz im Achter (Welt- und Europameisterschaften)
- 2011: 5. Platz im Vierer ohne (Weltmeisterschaften)
- 2012: 6. Platz im Vierer (Olympische Spiele)